# Microcarbo
Microcarbo Bonaparte, 1856 è un genere di uccelli acquatici noti come cormorani pigmei, appartenenti alla famiglia Phalacrocoracidae.
Quando non c'era la tassonomia odierna, il microcarbo faceva parte di una grande famiglia chiamata in latino Corvus Marinus o in italiano Corvo Marino.

## Tassonomia
Comprende le seguenti specie:
- Microcarbo africanus (Gmelin, JF, 1789)
- Microcarbo coronatus (Wahlberg, 1855)
- Microcarbo melanoleucos (Vieillot, 1817)
- Microcarbo niger (Vieillot, 1817)
- Microcarbo pygmeus (Pallas, 1773)